# Ларс Конрад
Ларс Конрад (нім. Lars Conrad, 1 червня 1976) — німецький плавець.
Призер Олімпійських Ігор 2004 року, учасник 2000 року.
Чемпіон світу з водних видів спорту 1997 року.
Чемпіон Європи з водних видів спорту 1999, 2002 років, призер 1997, 2000 років.
Чемпіон Європи з плавання на короткій воді 1996 року.